# Janáčekconservatorium Ostrava

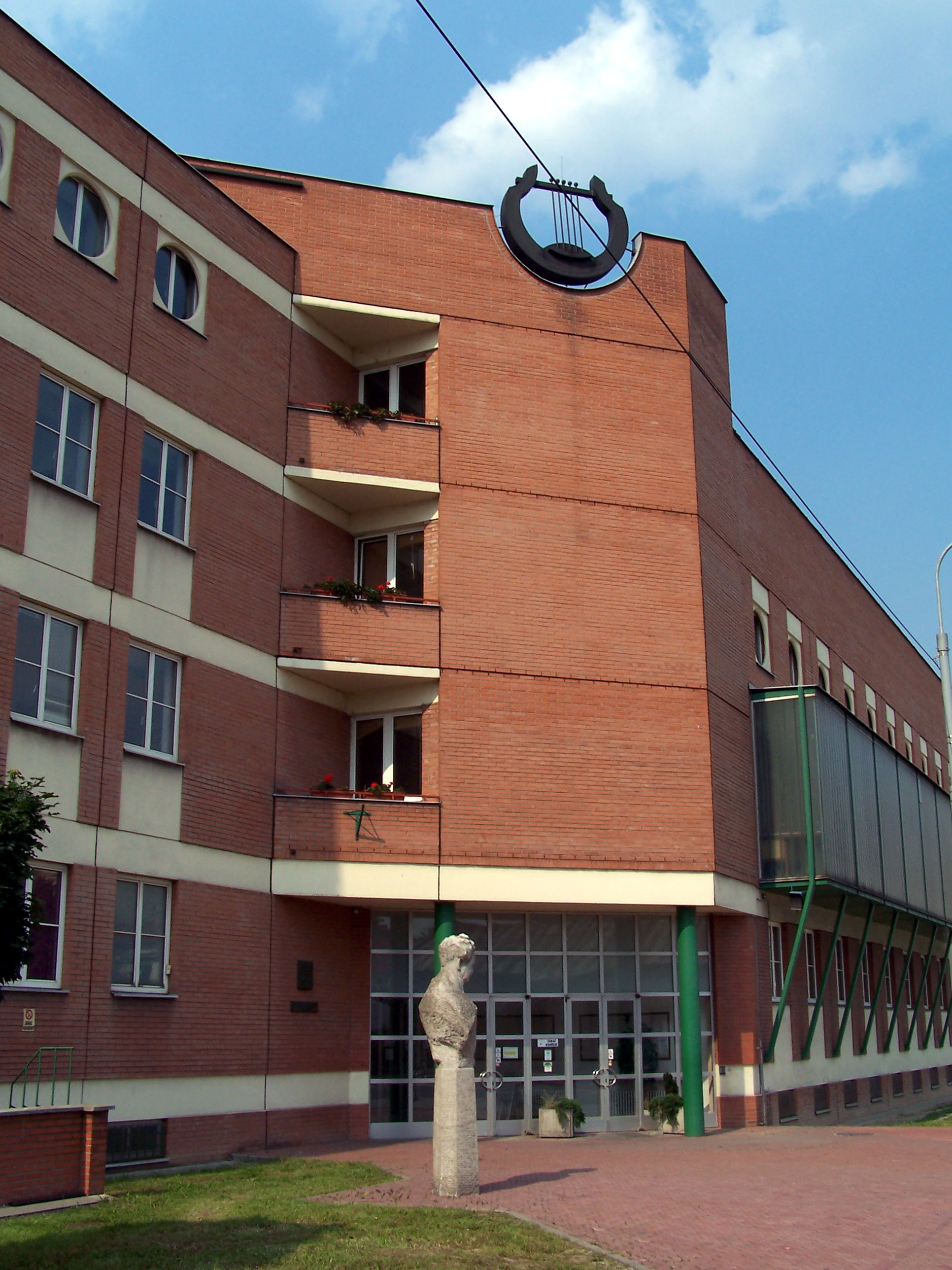
Het uit 1996 daterende gebouw van het conservatorium

Het Janáčekconservatorium Ostrava (Janáčkova konzervatoř v Ostravě) is een conservatorium in de Tsjechische stad Ostrava, dat op 14 augustus 1953 werd opgericht.  

## Geschiedenis
De oorsprong van dit instituut is terug te voeren tot 1890, toen Rudolf Kadleček een privémuziekschool in Ostrava stichtte. De in 1953 opgerichte Hogere Muziekpedagogische School (Vyšší hudebně-pedagogická škola) ging in 1959 conservatorium heten (Konzervatoř v Ostravě). In september 1996 verhuisde het conservatorium naar in een nieuw gebouw midden in de stad Ostrava. Sindsdien is de instelling genoemd naar de componist Leoš Janáček.

## Tegenwoordig
Het Janáčekconservatorium heeft vier afdelingen:  
- Muziek
- Dans
- Zang
- Muziek en drama